# Henri de La Tour d'Auvergne de Turenne (1555–1623)
Henri de La Tour d'Auvergne (titulární vévoda bouillonský – jure uxoris, comte de Montfort et Negrepelisse, vicomte de Turenne, Castillon, et Lanquais), 28. září 1555, Joze, Francie – 25. března 1623, Sedan) byl francouzský šlechtic, členem mocného (tehdy hugenotského) rodu de La Tour d'Auvergne, kníže sedanský a maršál Francie.

## Životopis
Henri de La Tour d'Auvergne se narodil na hradu v Joze poblíž Clermont-Ferrandu v Auvergne. Jeho rodiče byli François de La Tour d'Auvergne, vikomt z Turenne a Eléonore de Montmorency, nejstarší dcera vojevůdce Anne de Montmorencyho.
Po Bartolomějské noci v roce 1572 se účastnil obléhaní La Rochelle, ale posléze rekonvertoval zpět k protestantství. Poté, co byl zkompromitován účastí na spiknutí La Moleho a Coconnata v roce 1574, připojil se roku 1575 ke straně nespokojených vedené Françoisem, vévodou z Alençonu (mladší bratr králů Karla IX. a Jindřicha III.).
Roku 1576 se připojil k hugenotské straně Jindřicha Navarrského (budoucí francouzský král Jindřich IV.), vyjednávaje Néracký mír mezi hugenoty a katolíky v roce 1579. Po nástupu Jindřicha IV. na trůn byl v roce 1580 jmenován generálporučíkem Horního Languedocu, v této hodnosti se roku 1590 zúčastnil obléhání Paříže a v roce 1591 dobyl Stenay z rukou Ligy.
V roce 1591 jej Jindřich IV. nechal oženit s Charlottou de La Marck, dědičkou vévodství Bouillon (v dnešní Belgii) a knížectví Sedan (dnes ve francouzském départementu Ardennes). Roku 1592 jej Jindřich IV. jmenoval maršálem Francie.
Po smrti své první ženy roku 1594 se oženil s hraběnkou Alžbětou Oranžsko-Nasavskou, dcerou Viléma I. Mlčenlivého a jeho třetí ženy Charlotty Bourbonské.
Po porážce v Doullens v Pikardii roku 1595, kterou mu způsobil Fuentes, vládce Španělského Nizozemí, byl v roce 1596 poslán do Anglie obnovit spojenectví mezi Francií a královnou Alžbětou I. Když byl v roce 1602 kompromitován účastí na Bironově spiknutí uprchl následující rok do Ženevy a musel přijmout v roce 1606 francouzský protektorát nad svým vévodstvím bouillonským.
Po vraždě Jindřicha IV. vstoupil do regentské rady vládnoucí v období nedospělosti Ludvíka XIII. a intrikoval proti vévodovi de Sully a oblíbenci regentky královny-matky Concinimu.
Zemřel v Sedanu roku 1623.

## Potomci
Jediným dítětem, které měl s Charlottou de La Marck, suo jure vévodkyní bouillonskou, s níž se oženil 19. listopadu 1591, byl syn, který se narodil a zemřel 8. května 1594.
Děti s hraběnkou Alžbětou Oranžsko-Nasavskou, s níž se oženil 15. dubna 1595:
- Louise (srpen 1596 – listopad 1607)
- Marie (1599 – 24. května 1665) ∞ vévoda z Thouars Henri de La Trémoille, kníže de Talmont, měla potomky
- Juliane Catherine (8. říjen 1604 – 6. říjen 1637) ∞ Françoise de La Rochefoucauld, hrabě z Roucy, měla potomky
- Frédéric Maurice (22. října 1605 – 9. srpna 1652) ∞ Eleonora Catharina de Bergh, měl potomky
- Élisabeth Charlotte (1606 – 1. prosince 1685) ∞ Guye de Durfort, matka Guye, maršála de Lorges
- Henriette Catherine († 1677) ∞ Amaury Gouyon, markýz de La Moussaye, měla potomky
- Henri (11. září 1611 – 27. července 1675), slavný maršál ∞ Charlotta de Caumont, dcera vévody de la Force

Děti s milenkou Adèle Corretovou:
- Henri Corret, předek Théophila Mala Correta de La Tour d'Auvergne.